# Gasthaus zur Mühle (Mühlthal)

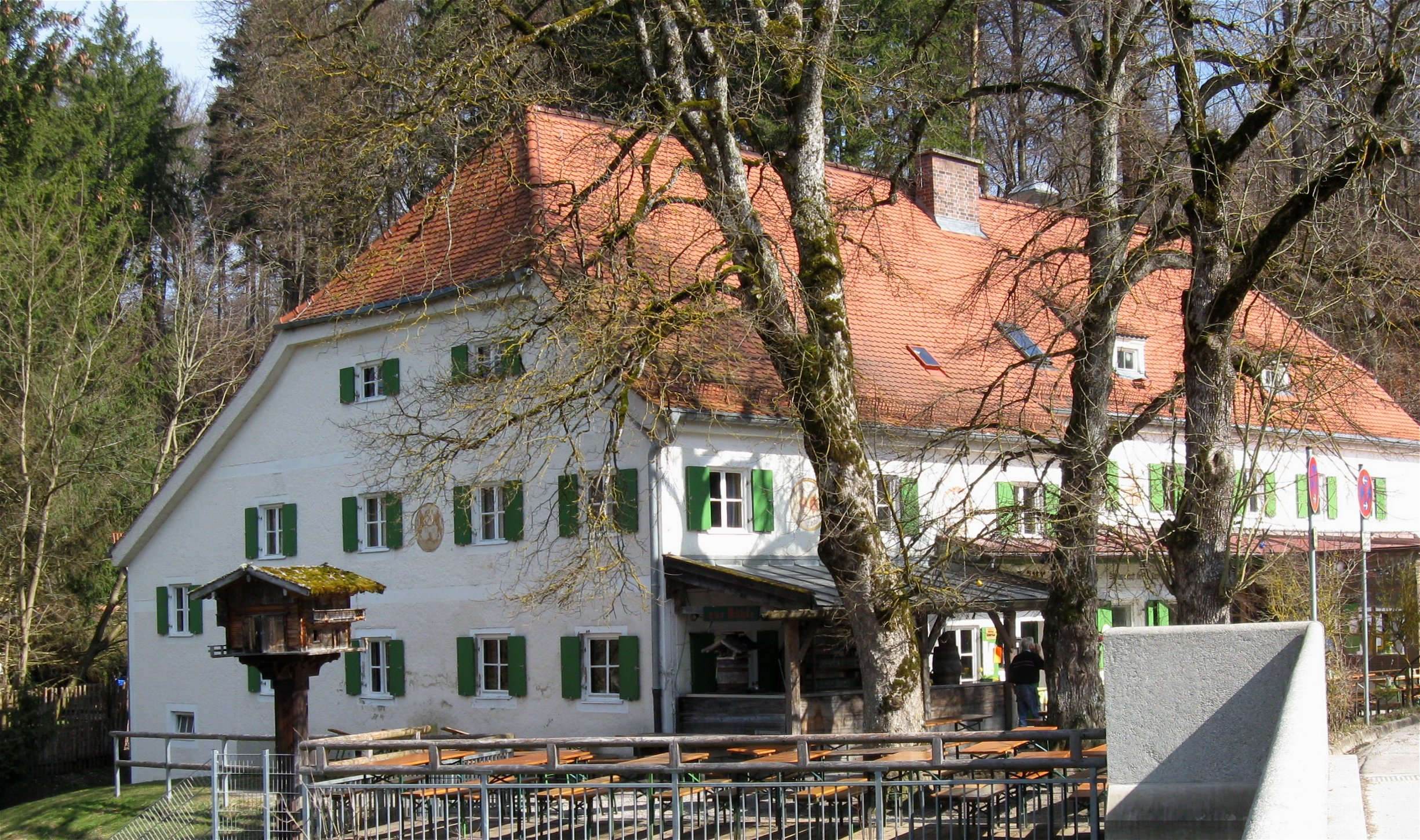
Gasthaus zur Mühle in Mühlthal

Das Gasthaus zur Mühle (sogenannt Beim Untermüller) in Mühlthal, einem Gemeindeteil von Straßlach-Dingharting im oberbayerischen Landkreis München, wurde 1807 errichtet. Das Gasthaus mit der Adresse Mühlthal 10/11 ist ein geschütztes Baudenkmal.
Der zweigeschossige Putzbau mit Halbwalmdach besitzt an der südlichen Langseite Medaillonmalereien, die teilweise erneuert wurden. Eine Inschrift mit dem Baudatum 1807 ist ebenfalls erhalten.
Vom Biergarten sehen die Besucher das Wasserkraftwerk Mühltal mit der heute noch genutzten Floßrutsche

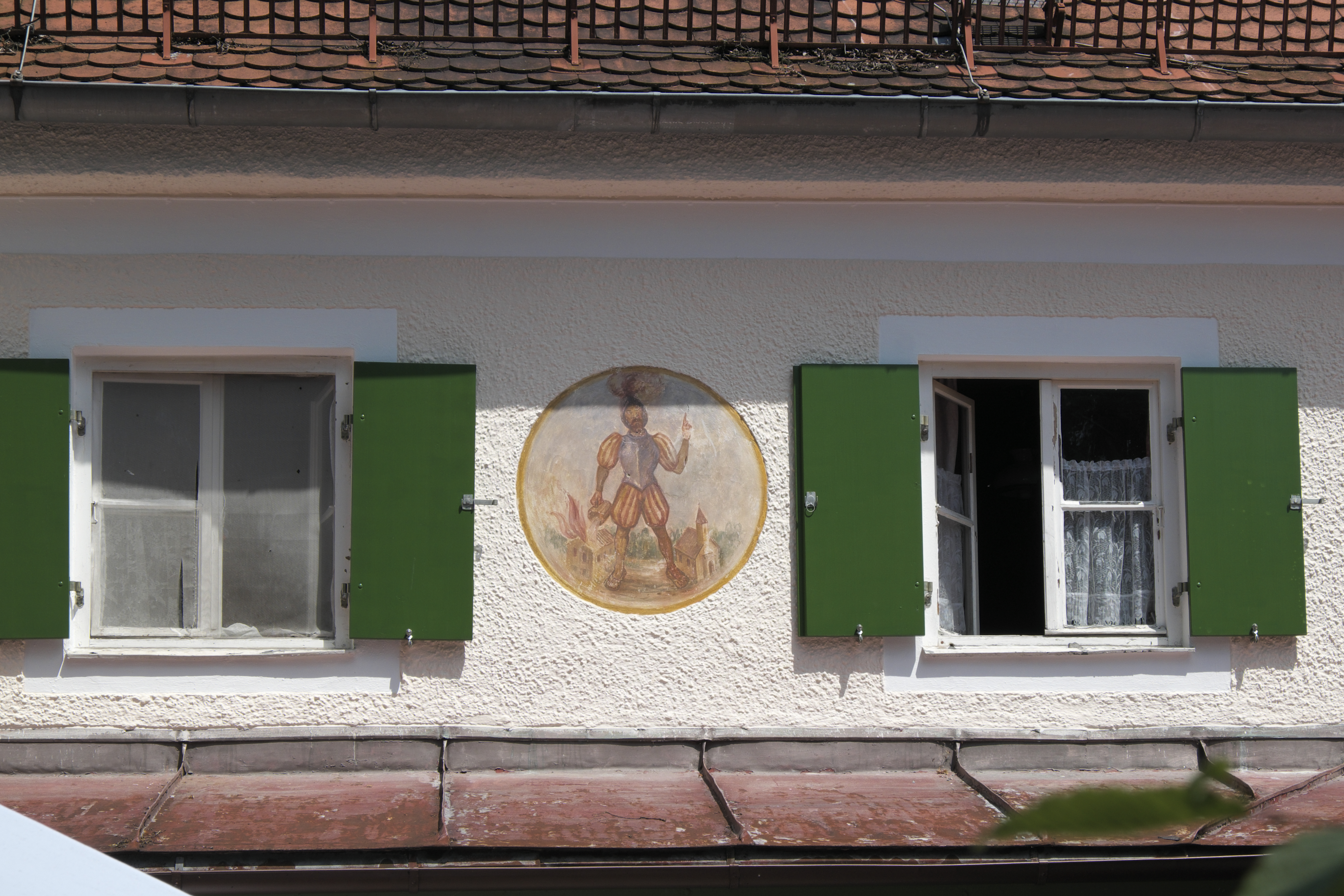
Heiliger Florian
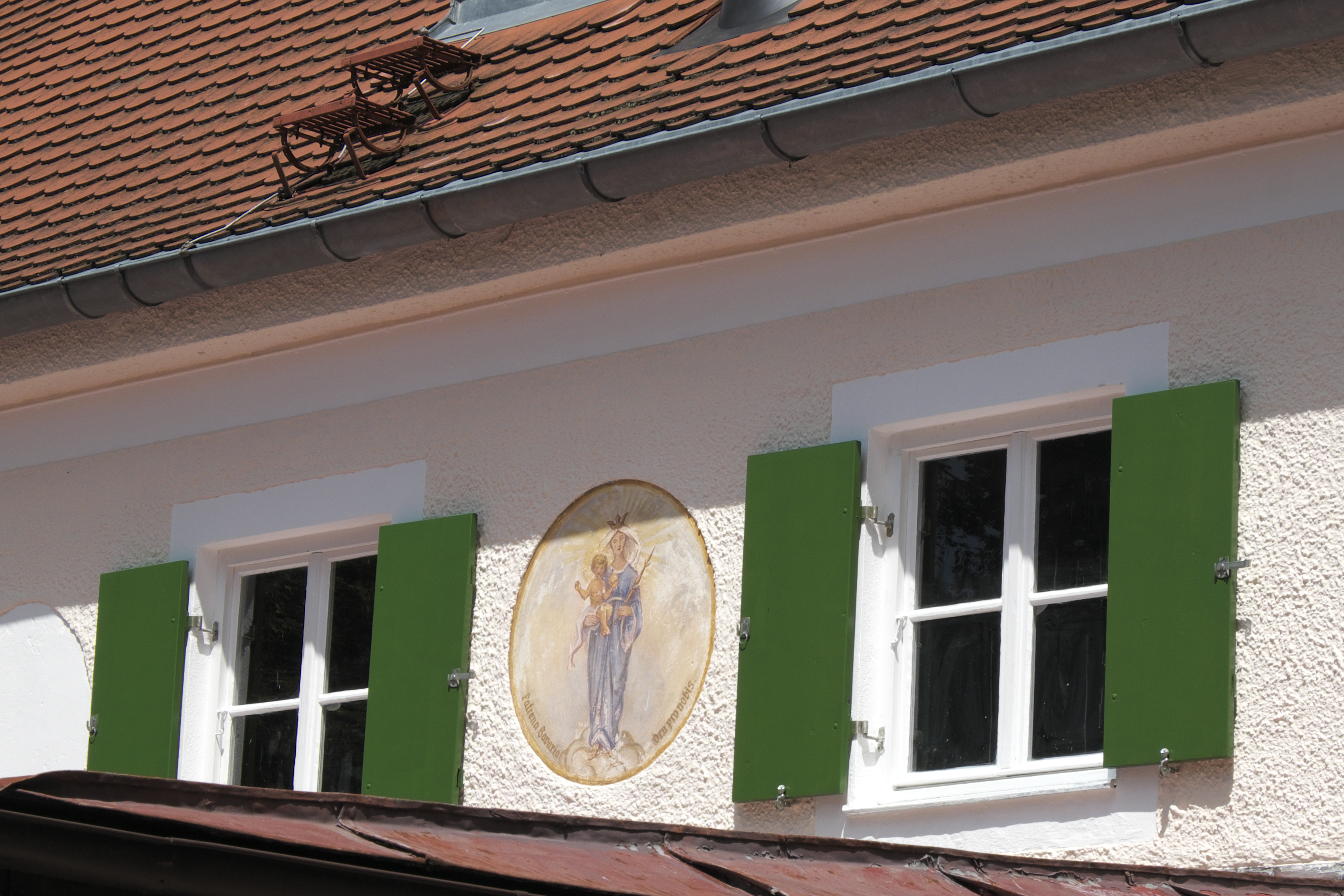
Muttergottes
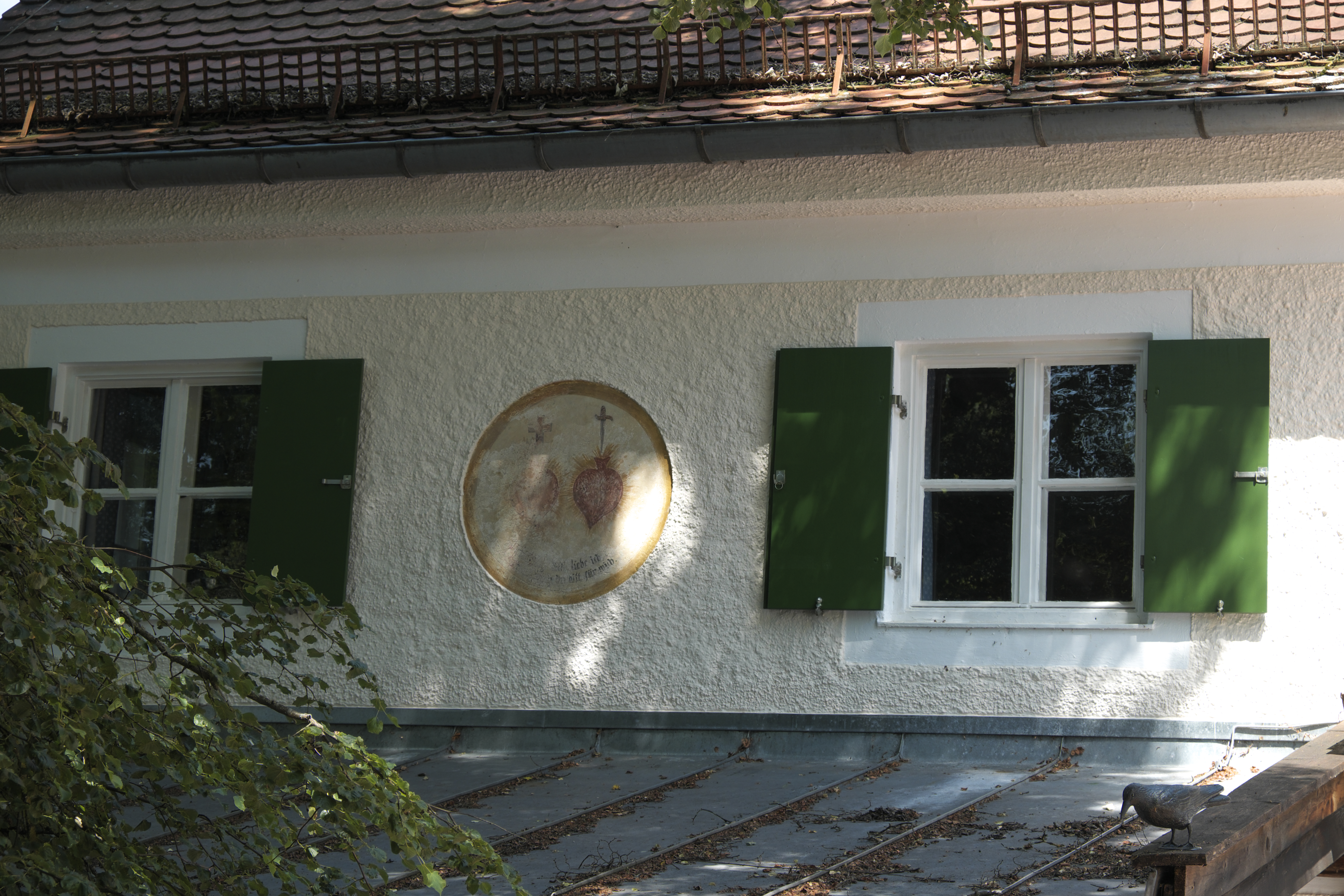
Herz Jesu und Herz Mariä